# Château du Brossais
Le château du Brossais est situé à Saint-Gravé en France.

## Localisation
Le château est situé sur le territoire de la commune de Saint-Gravé, au lieu-dit le Brossais, dans le département du Morbihan en région Bretagne.

## Description
Le château est entouré d’un parc boisé au nord, entièrement enclos de murs qui comprend un vivier et un colombier, une ferme à l'est et un logis de gardien à l’ouest. L’entrée à l’est est marquée par deux piliers en calcaire arborant deux blasons en partie illisibles (au nord), et surmontés d'un lion couché. Cette entrée jouxte la ferme du château. Le château présente un plan en équerre formé de volumes de différentes hauteurs. Les élévations antérieures sont enduites, à l'exception de la tour en pierre de taille. Les élévations à travées sont percées d’ouvertures en granite ou calcaire, sur un, deux ou trois niveaux selon que l’on est dans l'aile de retour, le corps principal ou le pavillon est. Les toitures en ardoises sont à longs pans, à croupes pour les pavillons nord-ouest et est. On relève des blasons en alliance de différentes époques : sur la porte de l'aile sud, blasons en alliance Chassonville et Cornulier, sur la tour, Chassonville / La Boissière et La Boissière / Audren de Kerdrel. Les bâtiments des communs à l’ouest construits en moellons de schiste et couverts d'ardoises se composent d'un alignement à l’est et d'un bâtiment abritant le four au sud. L'alignement comprend deux logis à étage encadrant des parties basses à usage d’étable.

## Historique
Siège d'un fief important depuis le XIVe siècle, la propriété est vendue comme bien national à la Révolution, puis rachetée par ses anciens possesseurs à la Restauration, qui s'attachent à reconstituer le domaine et à transformer le château. Celui-ci est restauré et agrandi : la tour d'escalier, dans l'angle, est reconstruite en 1854 et un pavillon rectangulaire ajouté à l'ouest du corps de logis en 1892. La famille du Brossay, en la personne de Guillaume, possesseur du fief à la fin du XIVe siècle, donne son nom à la seigneurie, localisée dans les réformations au village de Tréhomar. Lors de la réformation de 1427 sont signalés au Brossay, le sieur du Brossay et Pierre Eder, sans qu’il soit possible de distinguer s’il s’agit d’une même et unique personne. A la montre de 1464 est mentionné Jean Eder avec 200 livres de revenu, excusé car faisant partie de la garde du duc. Son successeur nommé à la montre suivante en 1481, Gilles du Matz, est maître d'hôtel du Duc. Cet important personnage de l’entourage ducal est sans doute à l'origine d'un grand manoir dont il ne reste rien à l'exception des pierres de taille en réemploi qui constituent la tour octogonale construite en 1846. La famille du Matz reste en possession du domaine du Brossais, jusqu’à la vente du domaine en 1680 à Daniel du Moulin. Cet achat constitue le départ d’une série de grands travaux, la structure du corps central est entièrement reprise, avec modification des hauteurs des niveaux, beaucoup plus bas au rez-de-chaussée (pièces de services) qu'à l'étage (pièces de réception). Un pavillon à étage est construit dans l’angle nord-ouest. Le colombier pourrait remonter à cette période. Il n’est pas certain que le mariage de l’héritière Thérèse du Moulin avec Jean Charles Le Maillé de Chassonville ait été l’occasion de nouveaux travaux. En revanche, à la génération suivante, le mariage en 1788 (ou 1775 ?) de Daniel de Chassonville avec Jeanne de Cornulier, fille du président à mortier du parlement de Bretagne Thomas de Cornulier, est le prétexte à la construction de l’aile en retour sud du château, reliant le corps principal à un pavillon existant au sud, aile composée de salons de réception et doublé dans sa partie nord d’un appentis à usage de cellier ; les armes en alliance de Chassonville et Cornulier figurent au fronton de la porte d'entrée de cette aile. Il est probable que de cette époque datent la reprise des ouvertures du corps principal, des ouvertures sud du pavillon nord-ouest et de l’écurie, l’aménagement du jardin avec la construction de l'orangerie et de l'escalier en fer à cheval, la fermeture de la cour. Les communs semblent également remonter à cette période, peut-être en remplacement de l’ancienne métairie. La chapelle dont on ignore la date de construction disparaît avant 1837, car elle ne figure plus sur le plan cadastral à cette date. Une importante campagne de travaux intervient au milieu du XIXe siècle. La tour est reconstruite en 1846, devenant l’entrée du logis, tandis qu’un nouveau corps de bâtiment abritant l'escalier à l'arrière de la tour relie le corps principal au pavillon érigé à la fin du XVIIe siècle. Sur la tour sont insérés les blasons en alliance des familles propriétaires, de Chassonville et de La Boissière au milieu du XIXe siècle, de la Boissière/Audren de Kerdrel dans la seconde moitié du XIXe siècle. Le pavillon est aurait été construit vers 1854, bien qu’il semble un peu plus tardif. La digue de l'étang est construite en 1842. Avant la fin du XIXe siècle, de nombreux aménagements intérieurs sont repris (renforcement des poutres au rez-de-chaussée par l’ajout de colonnes de fonte, dallage de la salle) ; la clôture de la cour fermée par muret, piliers d'entrée et grille disparaît vers 1850, l'horizon formant alors un vaste parc à l'anglaise ; on ajoute également une serre ou jardin d'hiver à l’arrière de l'aile sud en prolongement de l’appentis existant. Les logis des communs sont surélevés.
Il est inscrit à l'inventaire général du patrimoine culturel.